# Processione sul mare
Processione sul mare è il secondo album del cantautore italiano Toni Esposito, pubblicato dall'etichetta discografica Numero Uno nel 1976.
L'album è prodotto da Renato Marengo. Gli arrangiamenti sono curati dall'interprete, che firma tutti gli 8 brani, la metà dei quali in collaborazione con altri autori.
Dal disco viene tratto il singolo Processione sul mare/Mercato di stracci.

## Tracce
Lato A
1. Mercato di stracci – 5:06 (Toni Esposito)
2. Fiaba moresca – 4:37 (Francesco Bruno e comp. percuss. Toni Esposito)
3. Bancarella – 2:23 (Gigi Di Rienzo e comp. percuss. Toni Esposito)
4. La partenza – 4:39 (Toni Esposito)

Lato B
1. Festa sul monte – 5:30 (Stefano Sabatini e comp. percuss. Toni Esposito)
2. Canzone d'inverno – 4:03 (Robert Fix e compos. percuss. Toni Esposito)
3. L'alba nei quartieri – 2:37 (Toni Esposito)
4. Processione sul mare – 5:05 (Toni Esposito)

## Formazione
- Tony Esposito - batteria, percussioni
- Francesco Bruno - chitarra elettrica, chitarra acustica
- Gigi De Rienzo - basso
- Stefano Sabatini - tastiera
- Robert Fix - sax

Ospiti
- Lina Sastri - effetti vocali (brano: Mercato di stracci)
- Renato Marengo - venditore (brano: L'alba nei quartieri)

Note aggiuntive
- Renato Marengo - produzione e realizzazione
- Maria Laura Giulietti - co-produzione
- Toni Esposito - direzione artistica e arrangiamenti
- Giulio Zampa - direzione tecnica
- Registrazione effettuata presso il Mulino di Anzano del Parco, Como, Italia
- Gianni Prudente e Riccardo Pizzaniglia - tecnici del suono
- Mixaggi effettuati negli Studi RCA di Roma da Paolo Venditti[2]